# آندرژی ورونا
آندرژی ورونا (انگلیسی: Andrzej Wrona؛ زادهٔ ۲۷ دسامبر ۱۹۸۸) بازیکن والیبال اهل لهستان عضو تیم ملی والیبال لهستان و باشگاه اسکرا بلچاتوف است. او به همراه لهستان به مدال طلا قهرمانی جهان ۲۰۱۴ دست یافت.